# Катастарска општина
Катастарска општина је територијална јединица која по правилу обухвата подручје једног насељеног места. Могуће је и да више насељених места припадају једној катастарској општини или да се већа насељена места изделе на више катастарских општина.
Представља основну јединицу за коју се врши катастарски премер и одржава катастар непокретности. Границе катастарске општине су геометријски дефинисане (карактеристичним тачкама и линијама) и геодетски описане (координатама).